# ایندآلپین
ایندآلپین (به انگلیسی: Indalpine) یک ترکیب شیمیایی با شناسه پاب‌کم ۴۴۶۶۸ است. 